# Luca Kumahara
Luca Kumahara (nascido e anteriormente conhecido como Caroline Kumahara; São Paulo, 27 de julho de 1995) é um mesa-tenista brasileiro.

## Carreira
Fez parte da seleção brasileira de tenis de mesa que participou dos Jogos Pan-Americanos de 2011 e Jogos Pan-Americanos de 2015. Nos Jogos Pan-Americanos de 2015 foi medalhista de prata juntamente com Lígia Silva e Gui Lin, ao serem derrotadas para a seleção estadunidense.
Descendente de japoneses, Luca é campeão latino-americano individual e por equipes e também em duplas e medalha de ouro no Aberto da Argentina nas três disputas (no individual, por equipes e em duplas), transformando-se em grande promessa do Pan 2011 e das Olimpíadas de 2016.

## Vida Pessoal
Em 2022, Luca Kumahara revelou se identificar como uma pessoa do gênero masculino, mudando seu nome, mas afirmando que ainda jogaria em campeonatos femininos.